# Hasta la muerte
|  |

El aguafuerte Hasta la muerte es un grabado de la serie Los Caprichos del pintor español Francisco de Goya. Está numerado con el número 55 en la serie de 80 estampas. Se publicó en 1799.

## Interpretaciones de la estampa
Existen varios manuscritos contemporáneos que explican las láminas de los Caprichos. El que se encuentra en el Museo del Prado se tiene como autógrafo de Goya, pero parece más bien despistar y buscar un significado moralizante que encubra significados más arriesgados para el autor. Otros dos, el que perteneció a Ayala y el que se encuentra en la Biblioteca Nacional, realzan la parte más escabrosa de las láminas.
- Explicación de esta estampa del manuscrito del Museo del Prado: Hace muy bien en ponerse guapa: son sus días; cumple 75 años y vendrán las amigas a verla.[2]

- Manuscrito de Ayala: La Duquesa vieja de Osuna. (Y lo mismo que el Ms. P.)[2]

- Manuscrito de la Biblioteca Nacional: Las mujeres locas lo serán hasta la muerte. Esta es cierta Duquesa (la de Osuna) que se llena la cabeza de moños y carambas, y por mal que le caigan no faltan quitones de los que vienen a atrapar las criadas, que aseguran a Su Excelencia que está divina.[2]